# Juraj Schenk
Juraj Schenk (* 6. května 1948 Bratislava) je slovenský vysokoškolský učitel, sociolog, bývalý politik, v letech 1994-1996 ministr zahraničních věcí SR v třetí vládě Vladimíra Mečiara za HZDS.

## Biografie
V letech 1966-1971 vystudoval Filozofickou fakultu Univerzity Komenského, obor sociologie, kde také absolvoval interní aspiranturu. Pracoval pak v Československém výzkumném ústavu práce v Bratislavě, v letech 1975-1984 byl odborným asistentem na FF Univerzity Komenského, v letech 1984-1994 zde působil jako profesor na Katedře sociologie, přičemž v letech 1990-1994 byl předsedou Slovenské sociologické společnosti při Slovenské akademii věd. V období prosinec 1994 - srpen 1996 zastával post ministra zahraničních věcí SR v třetí vládě Vladimíra Mečiara za HZDS.
Je ženatý, bezdětný. Manželka je rovněž profesorkou sociologie.